# Mariusz Forecki
Mariusz Forecki (* 1962 Poznaň) je polský umělec, fotograf a dokumentarista, člen Svazu polských uměleckých fotografů a zakladatel fotografické agentury TamTam.

## Životopis
Mariusz Forecki je absolventem Institutu tvůrčí fotografie při Slezské univerzitě v Opavě. Je autorem mnoha projektů zaznamenávajících změny probíhající v Polsku po roce 1989. Intenzivně fotografoval také v bývalém SSSR (Arménie, Bělorusko, Čečensko, Litva, Rusko, Ukrajina). Získal mnoho ocenění v soutěžích novinářské fotografie. Je laureátem Medaile mladé umění (1993) a Umělecké ceny města Poznaň (2010). V roce 2004 byl Asociací polských uměleckých fotografů oceněn za úspěchy v dokumentární fotografii. V roce 2010 se stal držitelem stipendia Ministerstva kultury a národního dědictví. V roce 2016 za knihu Muž v tmavých brýlích, kterou navrhl Andrzej Dobosz, byl vyznamenán v kategorii současné fotografie během Měsíce fotografie v Bratislavě.
Mariusz Forecki je spoluzakladatelem Nadace PiX.HOUSE. Přednáší na Vratislavské škole fotografie. Účastní se jako porotce na fotografických soutěžích. Do roku 1991 pracoval v týdeníku Wprost, poté v týdeníku Poznaniak, v redakci ptiskové agentury Polska Agencja Prasowa a Gazeta Wyborcza. Je členem Asociace polských uměleckých fotografů.
Mariusz Forecki je autorem několika výstav na téma sociální fotografie. Své fotografie vystavoval na mnoha festivalech - včetně na nizozemském Noorderlicht Festivalu, Bienále fotografie v Praze, Měsíce fotografie v Bratislavě, Bienále fotografie v Poznani, KAUNASPHOTO festivalu v Kaunasu, na Rybnickim Festiwalu Fotografii nebo na Bienále Usimages. V roce 2011 byl jedním z autorů sbírky Wrzesińska. Byl spoluautorem (společně s Grzegorzem Dembinskim a Andrzejem Marczukem) dokumentárního online časopisu 5klatek, publikovaného v letech 2006–2009. Je autorem knih: I Love Poland (ZPAF OW, Poznań 2009), Poznań - Kultura pro všechny hodiny (Město vydavatelství, Poznań 2011), Wrzesińska Collection 2011 (září 2012), V práci (ZPAF OW, Poznań 2012), Muž v tmavých brýlích (ZPAF OW, PiX.HOUSE, Poznań 2016), Mechanismus (PiX.HOUSE, Poznaň 2019)..

## Galerie

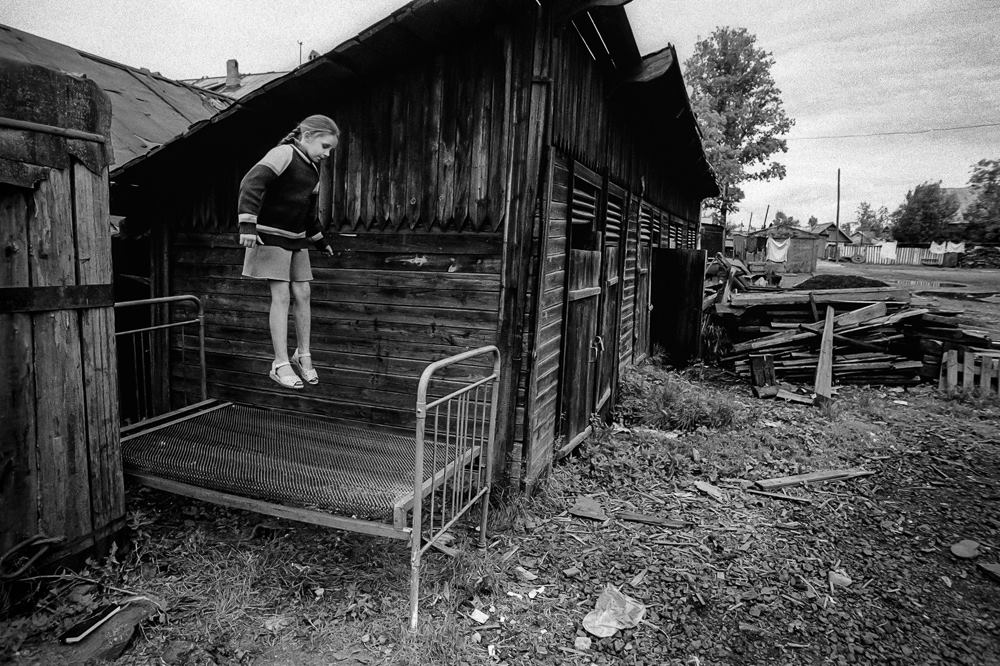
Autonomní židovský okres v Rusku, 1990.
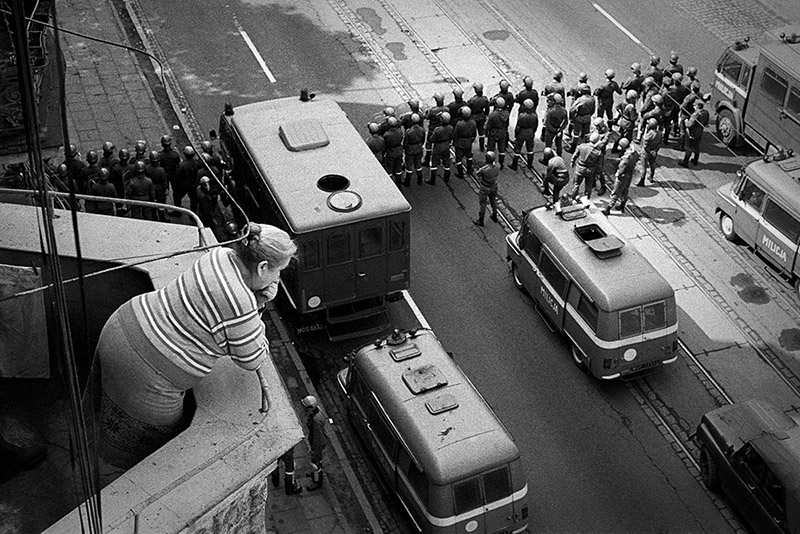
1. května pochod. Poznaň, 1988.
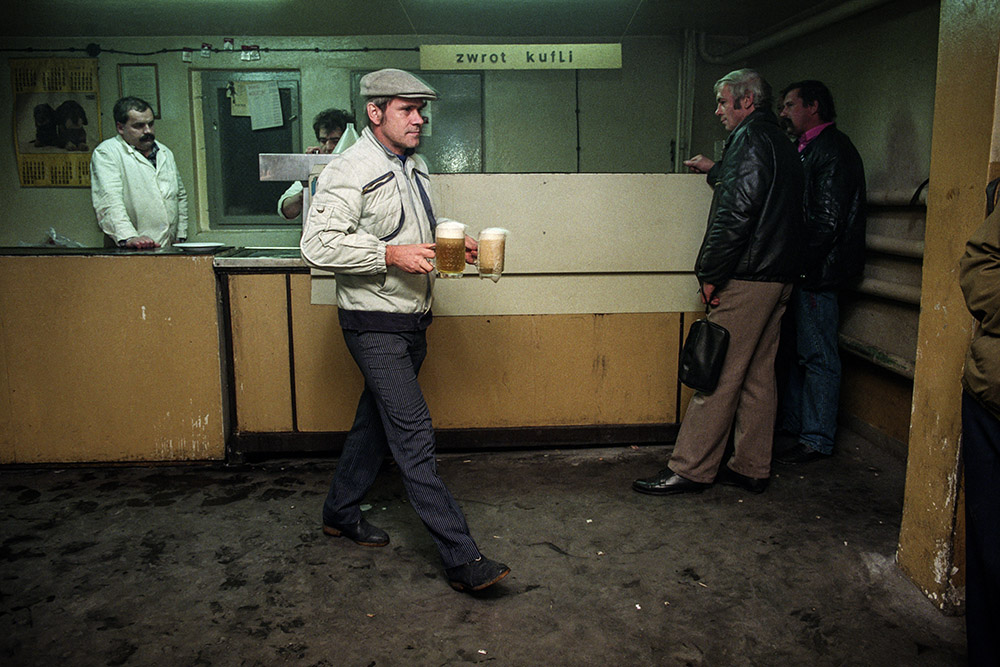
Bar, září 1991.
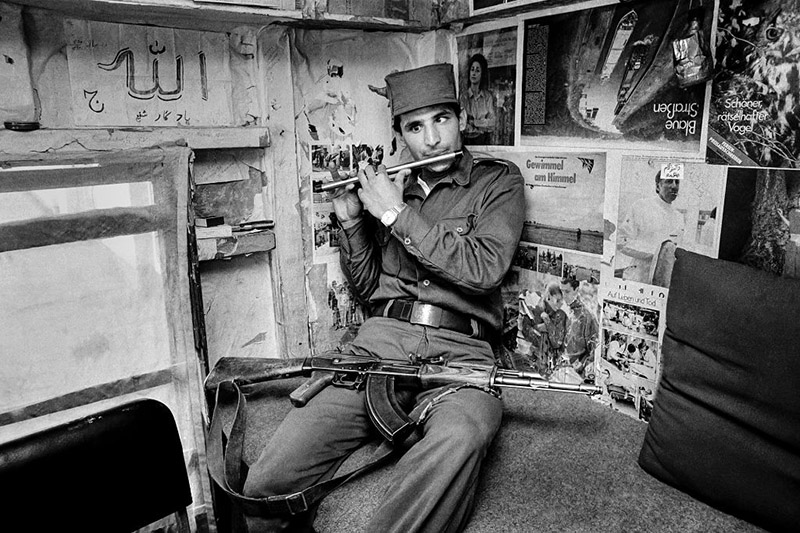
Afghánistán, Kábul, 1990.
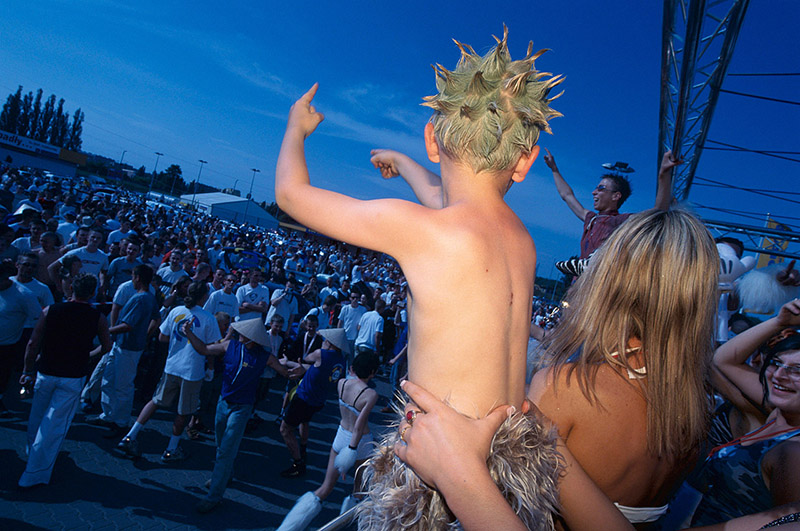
Z cyklu BlueBox, Poznaň, 2004.
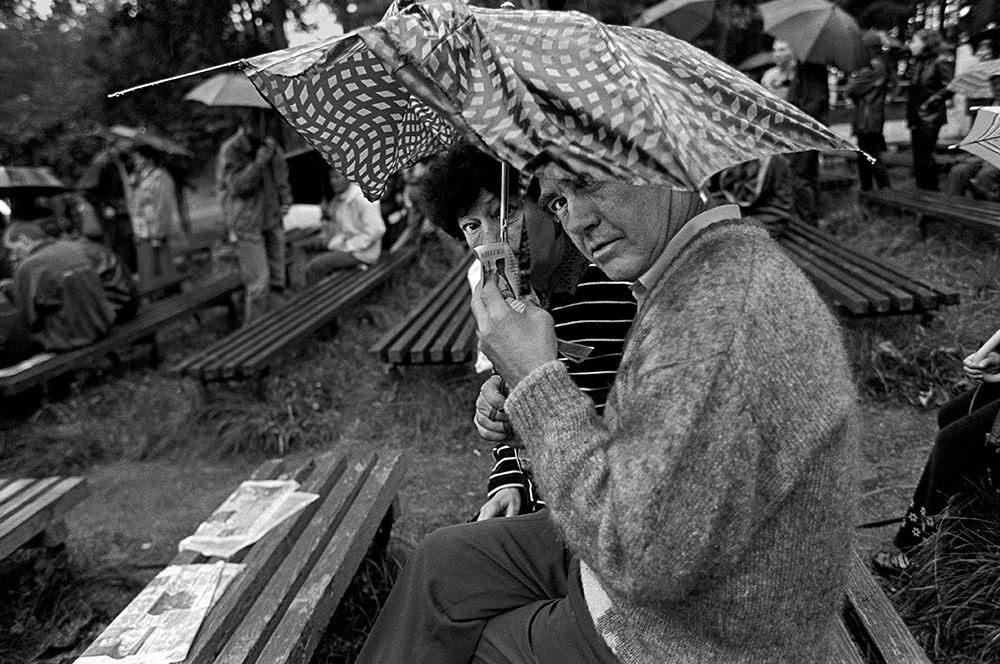
Bělorusko 2000.
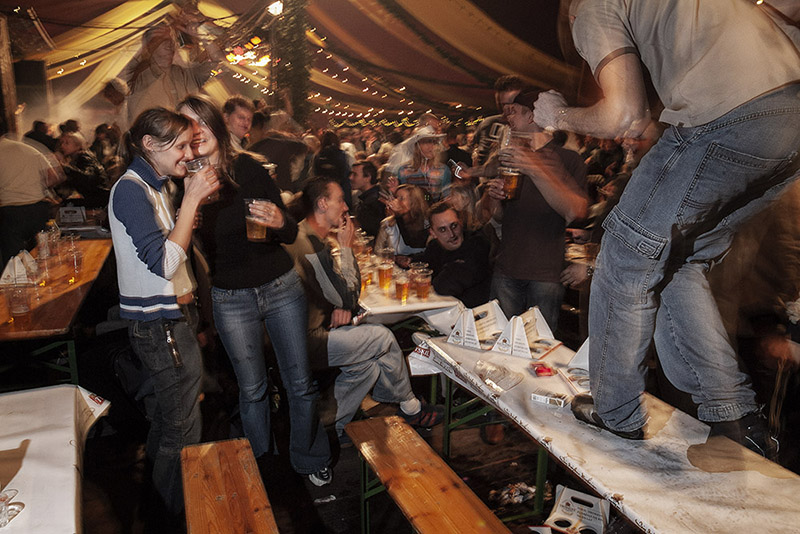
Pivní hospoda. Tychy, 2004.
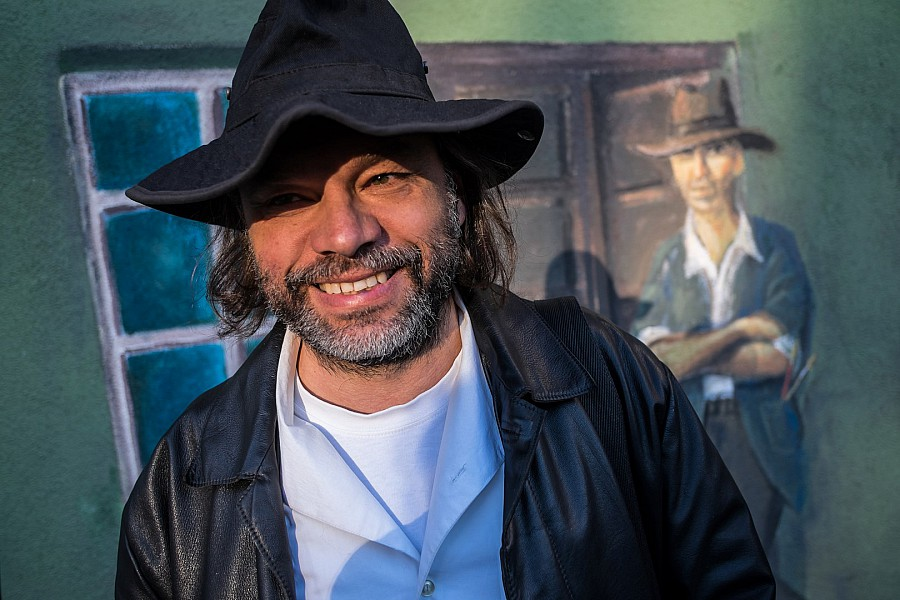
Radosław Barek
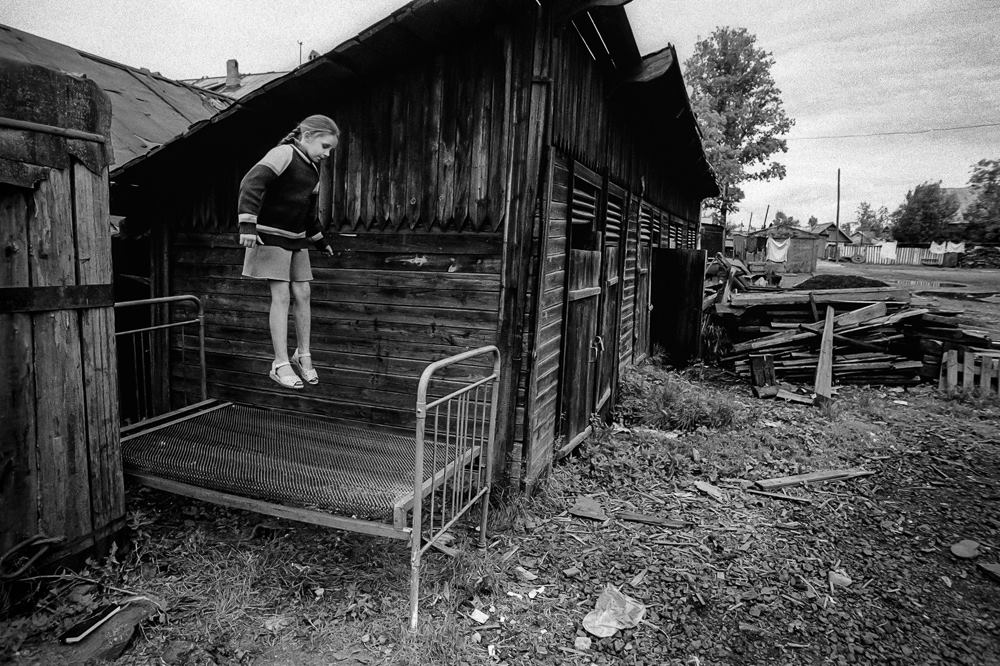
Rosja, 1990
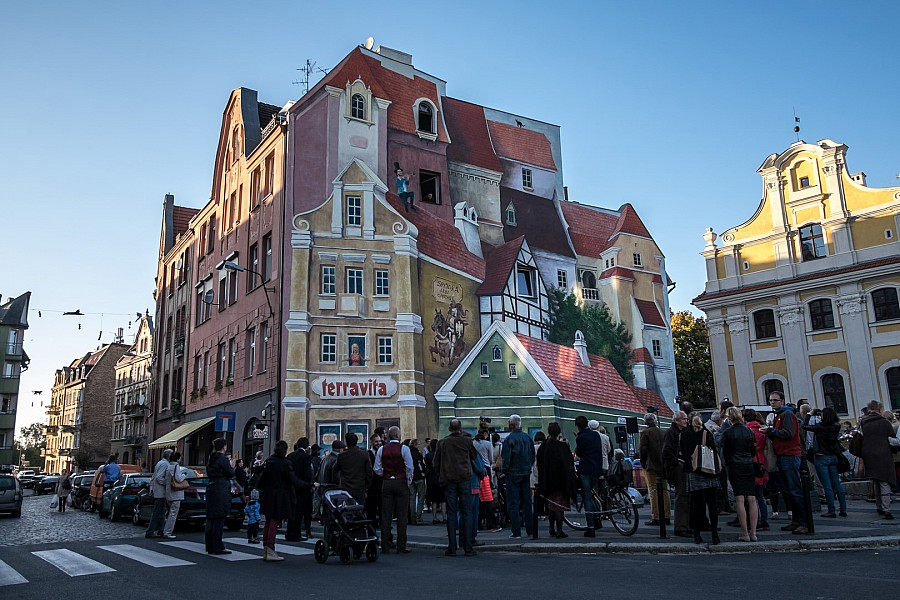
Mural na Śródce